# 2020 LoL KeSPA컵
2020 LoL KeSPA컵 울산(LoL KeSPA Cup ULSAN 2020)은 2020년 12월 21일부터 2021년 1월 2일까지 열린 6번째 LoL KeSPA컵이다.

## 개요
프랜차이즈제가 실시되는 LCK 스프링 2021 시즌에 맞춰 기존의 아마추어팀들과 챌린저스 코리아 소속팀들이 같이 출전했던 대회 구조에서 LCK 소속팀들만 출전하는 대회 구조로 변경된 후 첫번째 LoL KeSPA컵 대회이다. 따라서 프로배구의 KOVO컵과 프로농구의 KBL 컵대회와 비슷한 목적과 이에 따른 구조로 이뤄지며 코로나19 범유행의 여파로 이 대회는 조별리그부터 4강전까지는 온라인 경기로 진행되고 결승전만 동대문 V스페이스에서 무관중 경기로 진행될 예정이었으나 2020년 12월 12일 코로나19 신규 감염자가 역대 최다인 1030명을 기록하는 등 3차 대유행 확산세가 좀처럼 잦아들지 않으면서 결국 결승전마저 각 팀의 숙소에서 온라인 및 무관중 경기로 치러졌다.

## 대회 결과
- 우승 : DWG KIA
- 준우승 : 농심 레드포스
- 4강 : KT 롤스터, 한화생명 e스포츠
- 6강 : 리브 샌드박스, Gen.G
- 조별리그 : DRX, T1, 프레딧 브리온, 아프리카 프릭스